# Weilerbach, Luxemburg
Weilerbach (franska) (luxemburgiska: Weilerbaach lyssna (fil), tyska: Weilerbach) är en ort i kantonen Echternach i östra Luxemburg. Den ligger i kommunen Berdorf vid floden Sauer, cirka 30,5 kilometer nordost om staden Luxemburg. Orten har 146 invånare (2022).